# 周沥泉
周沥泉，浙江温岭人，中华人民共和国政治人物。

## 生平
1984年1月至1986年1月，担任中共玉环县县委书记。1993年12月至1994年10月，担任政协台州地区工作委员会副主任。1994年10月，台州地区撤销，改建台州市。